# 丰特亚拉莫德穆尔西亚

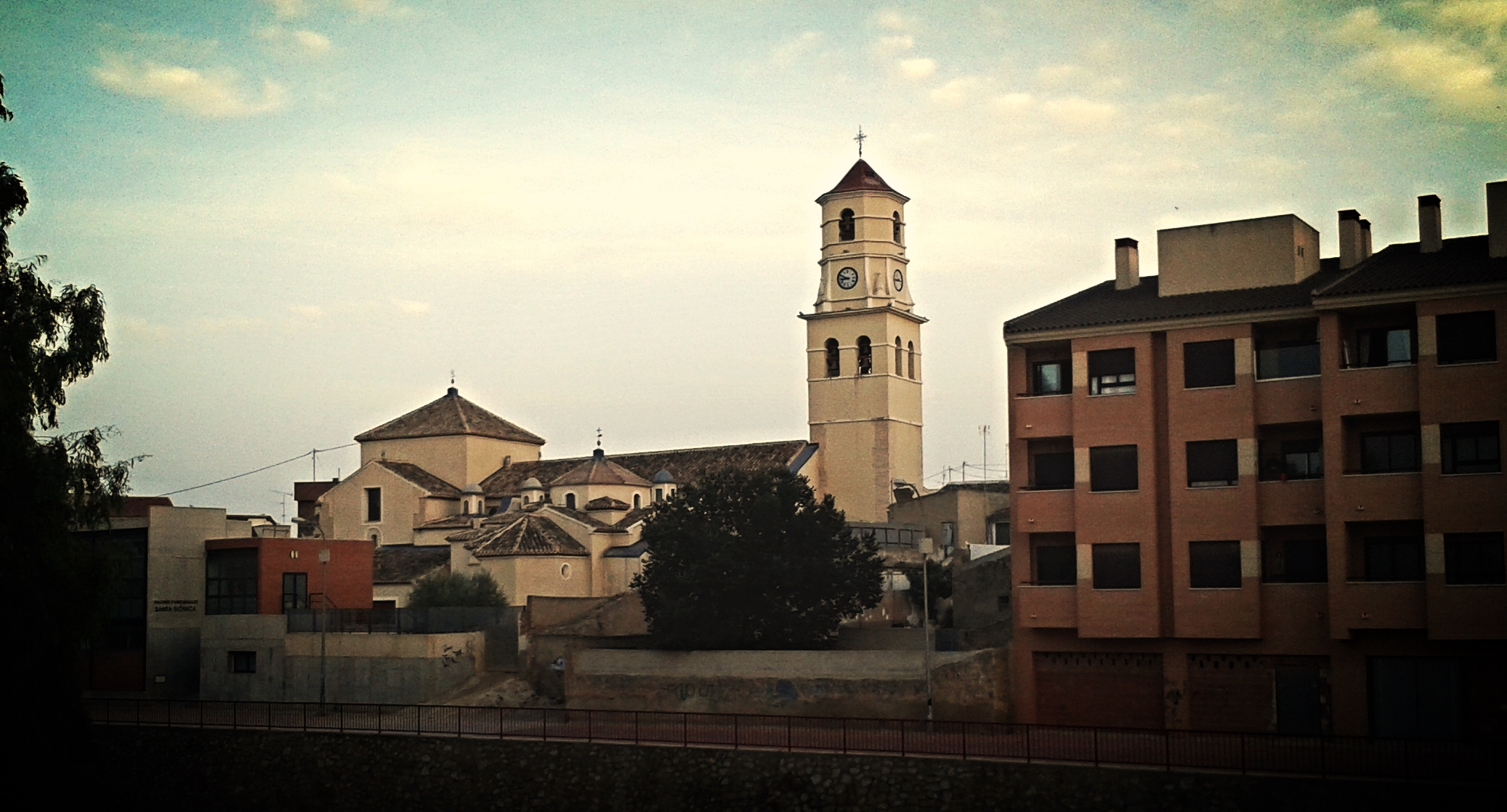
丰特亚拉莫德穆尔西亚

丰特亚拉莫德穆尔西亚，是西班牙穆尔西亚自治区的一个市镇。总面积274平方公里，总人口11583人（2001年），人口密度42人/平方公里。